# Aphaenogaster baronii
Aphaenogaster baronii är en myrart som beskrevs av Henri Cagniant 1988. Aphaenogaster baronii ingår i släktet Aphaenogaster och familjen myror. Inga underarter finns listade i Catalogue of Life.